# Medal Johna von Neumanna
Medal Johna von Neumanna – nagroda przyznawana przez Instytut Inżynierów Elektryków i Elektroników od 1990 roku za szczególne osiągnięcia w dziedzinie informatyki. Medal został nazwany na cześć Johna von Neumanna.

## Nagrodzeni
Medal von Neumanna otrzymali:

- 2024: Christopher D. Manning
- 2023: Tom Leighton
- 2022: Deborah Estrin
- 2021: Jeff Dean
- 2020: Michael I. Jordan
- 2019: Éva Tardos
- 2018: Patrick Cousot
- 2017: Vladimir Vapnik
- 2016: Christos Papadimitriou
- 2015:  James A. Gosling
- 2014: Cleve Moler
- 2013: Jack Dennis
- 2012: Edward J. McCluskey
- 2011: C.A.R. Hoare
- 2010: John Hopcroft i Jeffrey Ullman
- 2009: Susan L. Graham
- 2008: Leslie Lamport
- 2007: Charles P. Thacker
- 2006: Edwin Catmull
- 2005: Michael Stonebraker
- 2004: Barbara Liskov
- 2003: Alfred V. Aho
- 2002: Ole-Johan Dahl i Kristen Nygaard
- 2001: Butler Lampson
- 2000: John L. Hennessy i David A. Patterson
- 1999: Douglas Engelbart
- 1998: Ivan Sutherland
- 1997: Maurice Wilkes
- 1996: Carver Mead
- 1995: Donald Knuth
- 1994: John Cocke
- 1993: Fred Brooks
- 1992: C. Gordon Bell